# Bitwa pod Tienhaara
Bitwa pod Tienhaara – bitwa stoczona podczas wojny kontynuacyjnej pomiędzy Finlandią a Związkiem Radzieckim 22 czerwca 1944 roku na północ od Viipuri, po zajęciu miasta przez Armię Czerwoną. Po utracie Viipuri Finowie skoncentrowali swoje siły w rejonie wioski Tienhaara, gdzie znajdowały się doskonałe pozycje obronne z pobliskimi traktami wodnymi dzielącymi wąskie pole bitwy na wiele małych wysp.

## Tło
Ofensywa karelska rozpoczęta przez wojska radzieckie 10 czerwca w kilka dni przebiła się przez ufortyfikowane, fińskie linie obronne w południowej Finlandii na Przesmyku Karelskim. 20 czerwca nadciągające siły nieprzyjaciela znajdowały się już u bram Viipuri. Fińska 20 Brygada została przeznaczona do obrony miasta, była jednak niewłaściwie wyposażona, gdyż brakowało jej broni przeciwpancernej. Nie posiadała armat przeciwpancernych PaK 40 i pomimo tego, iż miała na stanie kilka Panzerfaustów oraz Panzerschrecków, to jej żołnierze nie byli przeszkoleni w zakresie używania tych broni. 20 Brygada nie była przygotowana na radziecki atak pancerny prowadzony przez 90 Dywizję Strzelecką 108 Korpusu Strzeleckiego wspieraną przez 260 samodzielny pułk czołgów ciężkich i 1238 pułk dział samobieżnych i jej opór załamał się szybko, a większość jej żołnierzy albo uciekła w panice albo pod wpływem rzekomych rozkazów nakazujących odwrót.

## Bitwa
Fiński 61 Pułk Piechoty składający się głównie ze szwedzkojęzycznych Finów pod dowództwem podpułkownika Alpo Marttinena z fińskiej 17 Dywizji Piechoty (dowodzonej przez gen. mjr Alonzo Sundmana) przybył do przesmyku z rzeki Świr niezwłocznie po utracie Viipuri. Pułk został rozmieszczony do obrony w Tienhaara, która znajdowała się na drodze wzdłuż wybrzeża prowadzącej na północ od Viipuri w kierunku Finlandii na brzegu Kivisillansalmi 22 czerwca, odciążając tym samym zużyte wojska. Posiadając silne wsparcie artylerii oraz wsparcie lotnicze z Gefechtsverband Kuhlmey, niemieckiej jednostki lotniczej pod dowództwem podpułkownika Kurta Kuhlmeya, pułk był w stanie utrzymać pozycje w rejonie Tienhaara, w tym Kivisillansalmi, przed powtarzającymi się atakami dwóch radzieckich dywizji ze 108 Korpusu Strzeleckiego wspieranego przez silną artylerię. Po zakończeniu bitwy 23 czerwca dówódca fińskiej obrony Marttinen został awansowany do stopnia pułkownika.

## Następstwa
Siły radzieckie usiłowały przebić się na północ, jednak nie udało im się przełamać fińskich linii obronnych. Radziecki dowódca, marszałek Leonid Goworow, zdecydował, iż dalsze próby przekroczenia tego odcinka byłyby zbyt kosztowne i zdecydował się na skoncentrowanie większości swoich sił w rejonie Juustila-Ihantala, co doprowadziło do decydujących o wyniku wojny walk o Tali-Ihantala. Siły fińskie utrzymały Tienhaara aż do zawieszenia broni we wrześniu 1944 roku. Na mocy konferencji w Paryżu w lutym 1947 roku obszar ten przekazano ZSRR.